# کله سفید
کله سفید یا کلاته سفید روستایی در دهستان میغان بخش مرکزی شهرستان نهبندان استان خراسان جنوبی ایران است. بر پایه سرشماری عمومی نفوس و مسکن در سال ۱۳۹۰ جمعیت این روستا ۲۵ نفر (در ۶ خانوار) بوده‌است.